# Phaegoptera flavopunctata
Phaegoptera flavopunctata là một loài bướm đêm thuộc phân họ Arctiinae, họ Erebidae.